# Amphidium tortuosum
Amphidium tortuosum är en bladmossart som beskrevs av Cufodontis 1951. Amphidium tortuosum ingår i släktet trattmossor, och familjen Orthotrichaceae. Inga underarter finns listade i Catalogue of Life.